# Winchester Модель 37
Winchester Модель 37 (M37) однозарядний американський дробовик. Його випускали в період з 1936 по 1963 роки. Всього було випущено 1015554 одиниць. Цю модель розробила компанія Winchester зі стандартним видимим ударником. Winchester Модель 37 має важіль зведення згори, переламний затвор з автоматичною екстракцією гільзи. За заводськими записами першу рушницю M37 випустили 10 лютого 1936 року. Рушниці M37 не мали серійних номерів.

## Технічні специфікації
M37 випускали у двох стилях, Standard та Boy's Model (представлена в 1958 році). Модифіковані стволи чок або циліндричні поставлялися лише за спеціальним замовленням. Рушницю M37 випускали під набої: 12, 16, 20, 28 та 410 калібрів використовуючи гільзи 2+3⁄4-in, 2+7⁄8-in, 3-in. Вага рушниці M37 становила від 5+3⁄4 до 6 фунтів; різниця у вазі залежала від калібру рушниці.

## Історія
Під час Другої світової війни рушницю Winchester Модель 37 12 калібру використовували в Національній гвардії США.

## Виробництво
Ця рушниця створена на основі концепту, який запатентували конструктори компанії Winchester Вільям Ремер і Едвін Пагслі (патенти США #2,125,956 та #2,137,808 відповідно). Особливо важливою була ідея Пагслі: замість відливання або кування, рамку (або ствольну коробку) виробляли штампуванням, що зменшило вартість, при цьому міцність залишалась такою самою.
Зміни у виробництві включали відмову від «кіски» з гнутого листового металу на другому році виробництва на користь цільної сталевої конструкції. Виробництво під набій 410 калібру запустили на другий рік (1937). Ранні моделі Winchester мали назву «Red Letter» зі штампом Winchester, були пофарбовані червоною фарбою і випускалися до 1948 року. M37 випускали без штампів дат або серійних номерів. Немає заводських записів про кількість одиниць, які випускали в рік у період з 1936 по 1963 рік.